# Економічна демографія
Економічна демографія — наука, яка  вивчає механізми взаємозв'язку і взаємовпливу економічного розвитку і відтворення населення, а також аналізує вплив демографічних процесів на розвиток продуктивних сил, на зміну його змісту. Завдання економічної демографії полягає в тому, щоб встановити залежність між розвитком економіки та основними показниками зростання чисельності населення, змінами соціальної структури і міграційними процесами.

## Історія
Основи економічної демографії були закладені в роботах А. Сміта «Дослідження про природу і причини багатства народів», Т. Мальтуса «Досвід про закон народонаселення і його вплив на поліпшення суспільного добробуту», Дж. Мілля "Принципи політичної економії з деякими їхніми застосуваннями до соціальної філософії ". У вітчизняній[якій?] науці перші спроби розгляду проблем економічної демографії були зроблені О. П. Рославский-Петровським, який у середині XIX ст. звернув увагу на економічне значення різних віків людини. За радянських часів Олександр Якович Чаянов (1888—1937) при вивченні економіки селянського домогосподарства встановив тісний взаємозв'язок між фазами життєвого циклу селянської родини і її господарською діяльністю, проаналізувати статево особливості поділу праці. С. Г. Струмілін у своїх роботах виділив прямий і непрямий вплив економічних факторів на зростання чисельності населення, проводив соціально-демографічні дослідження проблем взаємозв'язку економічних і демографічних процесів. Відомий вітчизняний демограф Б. Ц. Урланис досліджував вплив середньої тривалості праці робітників на співвідношення споживання і трудового внеску окремих поколінь.

## Основні напрямки
1. вплив демографічних чинників на економіку;
2. вплив економіки на демографічні процеси.

Перспективним напрямом у сучасній економічній демографії є розробка імітаційних моделей, які показують взаємозв'язку економічних і демографічних процесів як у країні в цілому, так і в її регіонах. Особливість досліджуваних за цими напрямками процесів полягає в тому, що їх взаємозв'язок розглядається не статично, а динамічно. У зв'язку з цим висновки, які зроблені на основі аналізу взаємодії економіки і демографічних процесів не є функціональними, а кореляційними, тобто їх можна використовувати для коригування (виправлення допомогою регулювання) конкретної ситуації в даний історичний момент і в даному регіоні. Наприклад, зростання або зниження рівня життя населення не знаходиться в прямій залежності від зміни числа народжень і смертей, але в певній економічній ситуації може істотно впливати на смертність і народжуваність в даному регіоні і вимагає внесення коректив в економічну політику.